# Alain Clément
Pour les articles homonymes, voir Clément (patronyme).
 (novembre 2017).
Alain Clément est un peintre français né le 21 juillet 1941 à Neuilly-sur-Seine.

## Biographie
Alain Clément passe son enfance à Montrouge.
1962 : À Paris, il dessine à l'atelier de la Grande Chaumière, grave et imprime à l'atelier 17 (S. W. Hayter).
1965 : Il s'établit à Sainte-Croix-de-Quintillargues, près de Montpellier, où il installe un atelier de taille-douce et de typographie pour éditer des recueils de poésie. En 1963, il se lie d'amitié avec le poète Frédéric Jacques Temple avec lequel il va souvent collaborer (L'Hiver, 1966; Ode à Santa Fe, 1990 ; À l'ombre du figuier, 2002 ; Sous les branches, 2006 ; Molène, 2007; À moi le ciste à feuilles de velours, 2011 ; Meschacebé, 2020; Les Îles du silence, 2020).
En 1966, il cofonde avec Bruno Roy et Claude Féraud les éditions Fata Morgana, qu'il quitte en 1969.
En 1969, il crée avec Tjeerd Alkema, Jean Azémard et Vincent Bioulès le groupe ABC Productions. Le groupe organise, en mai 1970, « 100 artistes dans la ville ». Il participe tant à Paris (ARC, Salon de mai, Salon de la Jeune Peinture…) qu'en région (Perpignan, Tours, Limoges, Coaraze, Grenoble, Céret, Toulouse…) à de nombreuses manifestations.
De 1970 à 1977, il enseigne aux Beaux-Arts de Montpellier. Rencontre Yves Michaud. Avec Claude Rutault, il fonde en 1971 la revue Bulletin. Le premier numéro, qui en est le manifeste, paraît à l'occasion d'une exposition organisée par la maison de la Culture de Grenoble intitulée « Intox ». Deux numéros suivront.
1977 : importante[Interprétation personnelle ?] exposition au musée Fabre, Montpellier.
À partir de 1977, il enseigne aux Beaux-Arts de Nîmes où il s'installe à partir de 1979. Il est nommé directeur de l'école en 1985. En 1990, il met fin à son mandat à la tête de l'école ainsi qu'à l'enseignement.
1984 : peintures monumentales et plafonds pour la salle de musique du musée Ludwig à Aix-la-Chapelle.
L'été de 1994, Alain Clément fait une série de sculptures en douves de chêne. C'est à nouveau en été, en 1998, qu'il entreprend une série de sculptures murales polychromes réalisées en médium. Elles évoluent rapidement vers des reliefs muraux en acier, puis des sculptures ronde-bosse monumentales que la galerie Orangerie Reinz présente en exposition personnelle à la foire de Cologne en 2000.
La pratique de la sculpture s'intensifie.[Interprétation personnelle ?] En 2007, à l'occasion d'Art Paris, la galerie Baudoin Lebon installe deux sculptures monumentales sur le parvis du Grand Palais. Elle lui consacre également son stand cette même année.
Depuis le début des années 2010, il conçoit et construit plusieurs ensembles de sculptures monumentales installés notamment à la Nyrox Foundation à Johannesburg et à Suzhou en Chine. Il reçoit aussi de nombreuses commandes pour des ensembles architecturaux notamment à Paris, Montpellier et Avignon.

## Collection publiques
- Musée National d'Art Moderne-Centre Georges Pompidou, Paris ;
- Musée d'Art moderne de la Ville de Paris ;
- Musée d'Art et d'Industrie, Saint-Étienne ;

Carré d'art Musée d'art contemporain, Nîmes ;
Musée Fabre, Montpellier ;
Musée d’art moderne, Céret ;
Musée des Jacobins, Morlaix ;
Musée départemental d’art ancien et contemporain, Épinal ;
Centre National des Arts Plastiques/Fonds National d’Art Contemporain ;
Fonds Régional d'Art Contemporain Midi-Pyrénées/Les Abattoirs, Toulouse ;
Fonds Régional d'Art Contemporain Languedoc-Roussillon, Montpellier ;
Fonds Régional d'Art Contemporain Franche Comté, Dole ;
Fonds Régional d'Art Contemporain Provence-Alpes-Côte d'Azur, Marseille ;
Collection Ludwig, Aix-la-Chapelle, Allemagne ;
Kunsthalle de Hamburg, Allemagne ;
Kunsthalle de Bremen, Allemagne ;
Kunst Museum, Düsseldorf, Allemagne ;
Musée d'Art et d'Histoire, Neuchâtel, Suisse.